# Dermestes solskyi
Dermestes solskyi là một loài bọ cánh cứng trong họ Dermestidae. Loài này được Dalla Torre miêu tả khoa học năm 1911.